# Agnes Martin
Agnes Martin (Macklin, Saskatchewan, Canada 22 maart 1912 - Taos/New Mexico, 16 december 2004) was een Amerikaanse kunstschilder. Haar werk wordt vaak ingedeeld bij de minimal art, maar zelf sprak ze liever van abstract expressionisme.

## Biografische gegevens
Agnes Martin werd geboren op een boerderij in Macklin, Saskatchewan als dochter van Schotse emigranten. Ze groeide op in Vancouver. In 1931 verhuisde zij naar de Verenigde Staten waar zij aan verschillende universiteiten opleidingen volgde, onder andere in Oregon, Californië en New Mexico. Van 1935 tot 1938 volgde ze een opleiding aan de Western Washington College of Education in Bellingham, WA. In 1941/42 behaalde ze haar graad in geschiedenis en sociologie aan de lerarenopleiding van de Columbia University in New York met de titel Bachelor of Science. Van 1946–48 studeerde en onderwees zij aan de University of New Mexico in Albuquerque. Van 1948–1950 werkte ze op openbare scholen in de staten Washington en Delaware.
In 1950 keerde zij terug naar New York en behaalde aan de Teacher's College van de Columbia University haar Master of Arts. Tussen 1954 en 1957 woonde ze in Taos, New Mexico.
In 1957 keerde ze terug naar New York waar ze 'ontdekt' was door de galeriehoudster Betty Parsons. Martin woonde in het nieuwe kunstenaarskwartier Coenties Slip, waar ze ontmoetingen had met Robert Indiana, Ellsworth Kelly, James Rosenquist en Jack Youngerman. Ze had in 1958 haar eerste solotentoonstelling bij de galerie van Betty Parsons.
Martin verliet in 1967 uiteindelijk definitief New York en vestigde zich na een wisselvallige tijd weer in New Mexico, in de buurt van Cuba. Ze liet daar een lemen huis bouwen en zeven jaar lang schilderde zij niet.
Haar tweede werkperiode begon in 1973 met een portfolio van dertig zeefdrukken onder de titel
On a Clear Day. In 1997 stelde Martin in een interview met AP dat haar werk niets afbeeldt maar dat de schilderijen uitsluitend bedoeld zijn om bij de kijker een emotionele weerklank te vinden.
Martin had een sterke affiniteit met de Engelse dichter John Keats en zijn gelijkstelling van schoonheid en waarheid drukte een stempel op haar werk.
In 1972 nam Agnes Martin deel aan de vijfde documenta in Kassel en in 1977 aan de zesde. In 1997 nam zei deel aan de Biënnale van Venetië. In 2007 was werk van haar hand postuum te zien op de twaalfde documenta.
Het abstracte werk van Agnes Martin is onder andere te zien in de verzamelingen van de volgende musea
- het Guggenheim Museum[1]
- het Museum of Modern Art[2]
- het Dia Art Foundation[3]
- het Whitney Museum[4]
- het Museum of Contemporary Art (Los Angeles)[5]
- de Tate Gallery in Londen.[6]

De laatste jaren van haar leven bracht zei door in een bejaardenhuis in Taos.

## Prijzen en eerbetuigingen
- 1992 Oskar-Kokoschka prijs, Oostenrijk
- 1997 Gouden Leeuw van de Biënnale van Venetië voor haar hele oeuvre[7][8]
- In 1997 werd de Agnes Martin Gallery van het Harwood Museum of Art, University of New Mexico ingewijd.[9]
- 1998 National Medal of Arts[10] en National Endowment for the Arts